# یسائولوفکا
یسائولوفکا (به لاتین: Yesaulovka) یک منطقهٔ مسکونی در روسیه است که در استان آمور واقع شده‌است.